# Dionís Lavrangas
.
Dionysios Lavragas (Argostoli (Cefalònia), 17 d'octubre, 1860 - Idem. 18 de juliol, 1941), va ser un compositor grec, que pertany a l'anomenada escola de música heptanesiana, encara que molts també el classifiquen a l'escola nacional de música. Dionysios Lavragas és considerat el fundador del melodrama grec.
El seu treball compositiu consistia principalment en música simfònica, melodrames i cançons, especialment corals. Va escriure obres per a violí, piano, litúrgia catòlica i himnes litúrgics. També és considerat un dels primers compositors que va incorporar elements de la música popular grega a les seves obres.

## Primers anys
Dionysios Lavragas va néixerde pares rics d'origen aristocràtic. Era fill de Spyridon Lavragas de Lixouri i de Kassandra nee Razis d'Argostoli. Les arrels de la família Lavragas es remunten al segle XIII i inclouen personalitats importants. Dionysios Lavragas va estudiar idiomes estrangers amb classes particulars i aviat va mostrar la seva inclinació per la música. Va rebre els seus primers estudis musicals a la seva ciutat natal amb Lázaro Serrao al violí i el gran mestre i pianista italià Gideon Olivieri. El mestre de Cefalônia de Nikolaos Metaxas-Tzanis va discernir en el seu jove alumne un talent musical rar i el va educar amb amor i interès. Li va inspirar l'amor per l'art melodramàtic i el va promocionar a les orquestres de les comparses melodramàtiques italianes que visitaven Argostoli, per participar com a violinista.

Sobre el seu mestre, Dionysios Lavragas diu a les seves Memòries: 
| « | "Els que vam aprendre quatre notes després vam passar per les seves mans". | » |

I de les seves Memòries sabem que amb només 15 anys es va atrevir a substituir el seu professor als assajos de Norma dirigint l'orquestra d'un grup melodramàtic italià.
Molt aviat va començar a compondre cançons que es van fer molt populars i que cantaven els cantants de l'illa. Quan era adolescent era molt creatiu. A més de compondre cançons, peces corals, valsos, polques, masurques, etc., que eren interpretades per la Filharmònica d'Argostoli, va escriure poemes, articles lírics i satírics per als diaris locals, traduïa contes, poemes de l'italià que coneixia bé, comèdies i a la mateixa hora cada diumenge publicava un petit diari satíric, "Egnoia mas".
El 1882 va anar a Nàpols per estudiar medicina, d'acord amb els desitjos de la seva mare. Però va preferir assistir a classes d'harmonia amb Marco Scarano i de piano amb Lauro Rossi i Paolo Serrao al Conservatorio di San Pietro a Majella.
| « | "Napoleon Labellet també estava estudiant en aquell moment al conservatori. Vaig conèixer-lo els primers dies de la meva arribada a Nàpols, un vespre al Cafe-Turko. Tots dos teníem disset anys en la plenitud de la joventut, ens vam trobar amb les mateixes concepcions artístiques, perquè el nostre primer simple conegut no va trigar en pocs dies a convertir-se en una estreta amistat, tant és així que vam decidir per conviure i ajudar-nos en els nostres estudis... La sinceritat de la nostra amistat es va mantenir inalterada fins als darrers anys de la seva vida". | » |

Durant la seva estada a Nàpols, el sempre creatiu Lavrangas va escriure al voltant de 20 fugues de quatre parts amb quatre contrapunts diferents. Un d'aquests va ser utilitzat pel professor de Scarano en un servei propi, després d'adaptar les paraules del Sanctus i interpretat amb una gran orquestra a l'església de Sant Ferran. I per descomptat va veure sense falta les actuacions melodramàtiques al famós teatre de San Carlo.
Lavragas va tornar uns mesos a Argostoli i després va marxar a París (1885), on després d'un concurs va ser admès al conservatori.
Al principi com a oient va assistir a la composició a la classe de Léo Delibes, després com a estudiant habitual d'harmonia a la classe de Théodore Dubois, composició-orquestració a la classe de Jules Massenet i orgue d'església amb el professor César Franck.
A París també va tastar la mena d'orquestra simfònica desconeguda a Itàlia.

## Debut
Dionysios Lavragas va debutar com a director d'orquestra al camp francès. La formació musical que havia adquirit després de quatre anys d'estudis al Conservatori de París i la seva experiència li van permetre dirigir amb gran èxit l'orquestra francesa de teatre melodramàtic. La primera actuació es va fer a la localitat de Sans, a dues hores de París, a la vora del riu Yonne, amb l'òpera Il trovatore de Giuseppe Verdi. Aquesta òpera que li va donar el bateig d'un director continuava sent la seva preferida en el repertori melodramàtic. Els comentaris favorables li van donar la fama de director europeu. Aviat va ser afavorit per molts conjunts melodramàtics i va aparèixer amb freqüència com a director d'orquestra en operetes.
Paral·lelament als seus estudis a París, Lavragas va crear l'hivern de 1887-1888 un cor perfecte d'uns 30 cantants amateurs de Cefalonia. L'ocasió va ser l'anunci d'un concurs de música per a l'exposició de la 4a Olimpíada que havia de tenir lloc a Atenes l'octubre de 1888, a Záppeion. Segons l'anunci, el comitè premiaria un cor i una composició musical.
Lavragas va decidir participar en aquesta doble competició. Amb pocs mitjans, va formar un cor que havia estat preparat originalment pel seu professor Metaxas-Tzanis i va presentar al concurs de composició d'humor una sonata que ja havia estat premiada a París per un comitè format pels compositors Giroud, Zancere i Delibes.
Aquest grup coral, després de fer dues actuacions a Argostoli i Lixouri com a assaig general, va marxar cap a Atenes on va fer actuacions triomfals, una al teatre Syngrou de nova construcció i dues a la Rotonda de Zappeion, guanyant el primer premi. La reina Olga, la princesa Alexandra, els grans ducs Sergi i Pau de Rússia i del govern Geórgios Theotokis i Konstantinos Argasaris-Lombardos van assistir al concert de la coral Kephalonite al teatre Syngrou ple de gom a gom. El públic va aplaudir amb entusiasme i la premsa de la capital va escriure crítiques entusiastes.

A les seves Memòries, Dionysios Lavragas descriu amb emoció l'acollida que li van donar els seus conciutadans quan va pujar al podi del teatre Kefalos, actuant per primera vegada després dels seus estudis.
| « | "Encara recordo l'acollida entusiasta dels meus conciutadans, quan vaig pujar al tamboret del director d'aquell teatre, al qual després de tants anys ara vaig tornar ampliat i reparat. Entre els altres, va venir a abraçar-me el meu primer mestre N. Tzanis, jo i amb un petó i en un moment va esclatar a plorar - Jo també vaig esclatar a plorar!... Ell cremat...Era bastant vell i cansat... El Vaig substituir un semestre a la Filharmònica". | » |

Segons el que esmenta l'historiador del teatre Spyros Evangeliatos a la Història del teatre a Cefalònia 1600-1900, les representacions van començar amb l'obra de Verdi Un ballo in maschera el 14 de desembre de 1887 amb una companyia de melodrama italiana. El comitè del teatre Kefalos va oferir a Lavragas la direcció per a tota la temporada d'hivern i ell ho va acceptar.

## Societat Filharmònica d'Atenes
El treball de la Societat Filharmònica d'Atenes va ser popularitzar i va difondre la música al poble. L'any 1894 va tenir molts problemes, recentment una gran part dels seus membres, al voltant de 25, que, seguint el vicepresident K. Ieropoulos va recomanar el Grup Filantròpic. S'havia declarat una guerra despietada entre els dos sindicats.

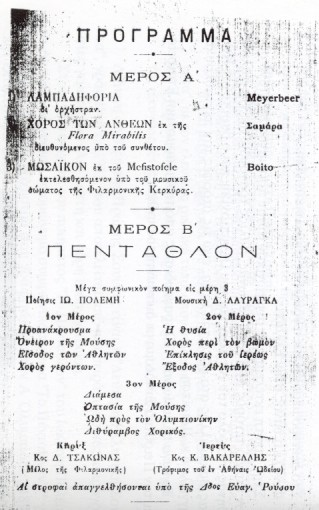
Cartell de l'estrena del projecte Pentatló

Dionysios Lavragas va ser convocat per Sp. Va intentar assumir la direcció musical de la companyia. En poc temps va aconseguir muntar una orquestra de 35-40 músics i donar el primer concert al Teatre Municipal amb un èxit triomfal. Després d'això es va establir la reputació de la Filharmònica i va estar en condicions de competir amb el Club Filantròpic que tenia la primacia en el moviment laic.
El març de 1896, a la Societat Filharmònica d'Atenes se li va encarregar la part musical de les celebracions de la Primera Olimpíada dels Jocs Olímpics. Kostis Palamas va escriure la lletra de l'"Himne Olímpic" i Spirídon Samaras va compondre la música. A Ioannis Polemis se li va encarregar la creació d'un gran poema simfònic per a orquestra simfònica mixta, banda de metalls i cor i la seva inversió musical per Δ. Λαυράγκα. El poema es deia Pentatló.
L'"Himne Olímpic" amb el solista Tsakona (tenor), K. Vakareli ((baríton) i Petritsi, que van recitar les estrofes amb un cor de 200 cantants i el mateix nombre d'intèrprets, van aconseguir un èxit sorprenent el dia inaugural dels Jocs Olímpics. Al contrari, el Pentatló, que es va presentar la mateixa nit al Teatre Municipal, on les filharmòniques de Corfú, Kefallinia, Lefkada, Lavrio i Pyrgos, no va ser un èxit.
Com que les despeses de les vacances eren enormes, la Filharmònica va començar a fer una petita gira a Patras. Per moltes raons objectives, però, les seves aparicions van ser un fracàs. Després de tornar a Atenes, la Filharmònica va començar a dissoldre's.

## El tercer melodrama grec
L'any 1898, Dionysios Lavragas, continuant en certa manera el que va començar Napoleó Labellet, va posar les bases de l'obra més gran de la seva vida, el Melodrama grec, al qual es va dedicar amb fe i sacrifici fins al final de la seva vida. Un valuós contribuent a l'èxit d'aquest objectiu va ser el seu amic Ludovikos Spinellis.

Dionysios Lavragas escriu sobre ell a les seves Memòries: 
| « | "Era sobretot un home honest, un treballador honest i desinteressat. Era un dels pocs amics en l'estabilitat dels sentiments dels quals tenia absoluta confiança". | » |

La primera representació del Melodrama Grec es va oferir el 14 d'abril de 1900 al Teatre Municipal amb l'òpera La bohème de Giacomo Puccini i sota la direcció de L. Spinelli. Al mateix teatre, després d'un mes, Lavragas va posar en escena l'òpera del compositor de Corfú Spyros Xyndas Υποψήφιος Βουλευτής.

El 15 de maig de 1900, Lavragas va posar en escena la seva pròpia òpera Δύο Αδέλφια, amb la soprano Maria Tandolini, el baríton Costas Vakarelis i el baix Michalis Vlachopoulos. 
| « | "Aquella nit serà inoblidable per a mi. Va ser la meva primera òpera que vaig donar a Grècia i alhora la primera òpera grega del precòpi amb llibret i intèrprets grecs". | » |

El primer període del Melodrama Grec, que va començar l'abril de 1900 amb La boheme al Teatre Municipal, va continuar al Teatre Variete amb importants obres melodramàtiques i va acabar la primavera de 1912 al Teatre Municipal. Sens dubte, va ser una estació cabdal del melodrama nacional i decisiva per a la seva posterior gloriosa trajectòria fins al 1937, sempre guiada per Δ. Λαυράγκα. El ric repertori així com el material animat que emmarcava el Melodrama grec van ser els elements característics que el van portar als èxits triomfals de la seva història.
La "base" original que va fer de Lavragas un guia i va posar en marxa el curs del Melodrama Nacional van ser Georgios Florianos (tenor), Kostas Vakarelis (baríton), Apostolos Florianos i Vasilios Petrozinis (baixòfons). Aquest nucli va treballar sota el cap músic Spinellis. Els quatre cantants i els seus col·legues estaven animats per una visió pura que durant quatre dècades es va transmetre a desenes dels seus companys artistes.
El melodrama grec, superant les dificultats financeres, va sobreviure fins i tot després de 1935, quan Lavragas es va retirar. La seva darrera actuació amb Totis Karalivanos es va donar a Atenes el 1943. Havia representat un total de 13 obres gregues i 38 estrangeres (principalment italianes) amb gires per la província, Constantinoble, Esmirna (Aïda va ser l'última òpera representada abans del desastre d'Àsia Menor) , a Constanta, a Galatsi, a Bucarest, a Alexandria, El Caire i Odessa. Entre els talentosos executius que van acompanyar el curs de Melodrama grec destaquen: Yannis Angelopoulos, Costas Vakarelis, Petros Epitropakis, Nikos Kryonas, Artemis Kyparissi, Elvira de Hidalgo, Nikos Moraitis, Titos Xirellis, Giorgos Chatziloukas i altres.
Va ser distingit amb l'Excel·lència en Lletres i Arts.

## El treball sintètic
Lavragas va ser prolífic com a compositor i va treballar en molts gèneres musicals i en diferents àrees de treball. Músic-empresari d'òpera en cap, compositor d'operetes, professor de conservatoris, editor musical, crític i gestor musical dels mitjans de comunicació. La majoria de les seves composicions supervivents van ser recollides per la seva filla, Dido Lavragas-Kritikou. Moltes de les seves obres es van perdre quan la casa del seu pare a Argostoli, un autèntic museu de la música, es va cremar en els terratrèmols de 1953. Juntament amb George Labelet i Manolis Kalomiris, és un dels primers compositors que va intentar incorporar elements del folk grec, tradició a la seva obra. Després de la seva primera cançó grega (París 1885-1889) Eis Kryon Zoferon Heimonas, també va escriure el primer melodrama grec amb motius grecs (Atenes 1899) Ta Dyo Adelfia. La seva primera Suite grega (1903) és la primera obra simfònica de l'Escola Nacional de Grècia.
També és el primer compositor grec que va escriure música per a la primera pel·lícula grega Το Δαχτυλίδι του Πιερότου (1918), així com per a la primera pel·lícula parlada grega Ο Αγαπητικός της Βοσκοπούλας (1932). Per a les necessitats de la pel·lícula, va musicar el conegut poema de Georgios Zalokostas, Το φίλημα (també conegut com Μια βοσκοπούλα αγάπησα). La famosa òpera de Διδώ (1908) és la primera òpera grega de grans mitjans sonors i escènics.
Va escriure moltes cançons. Entre ells Λαλούν τ' Αηδόνια, Στης Εκκλησιάς τα Σκαλοπάτια, Έλα να Γείρεις, Ξύπνα etc. que encara són cantades i no només per cantants de Cefalonia.
Importants entre les obres de Lavragas són els himnes per a monodies i cors com: Ο τραγουδιστής, Της πίκρας το νερό, Ο ναύτης του Ιονίου, Καράβι ανοίγει τα πανιά. etc..
També va compondre simfonies com Introducció i Fuga, Icones Religioses, Obertura, Suite de Danses Xipriotes, etc. Encara música eclesiàstica en la qual van destacar: la litúrgia i la litúrgia grega i, per descomptat, la música de teatre amb les principals La vita è un sogno (1887), que es va representar a Itàlia, Δύο αδέλφια (1900) amb motiu popular grec, Μάγισσα (1902), Διδώ (1909), Άσπρη τρίχα (1914), Διπλή φωτιά (1915) i Μικρή πεταλούδα (1928).

## Obra de l'autor
A la seva obra també hi ha quatre textos escrits: el Manual d'harmonia (1903), Elements de lectura teòrica i pràctica i classificació de la música (1937) i les seves Memòries (1940).

## Discografia
| 1987 | Του Μαντολίνου (LP)                                              | Dimitris Marinos a la mandolina, Nelli Semitekolo al piano i Giorgos Skavaras a la guitarra. Hi ha la composició Serenata grega de Lavragas, arranjada per Dimitris Lagios per a mandolina i piano. |
| 1989 | Interludi líric per a cordes amb arc i arpa 1 & 2 (Lyra 0284 CD) | Amb les cordes de l'Orquestra Simfònica de l'ERA i Aliki Krithari a l'arpa. Dirigida per Byron Fidetzis. El CD també inclou el treball de Petros Petridis "Concerto Grosso".                        |
| 1989 | Cançons artístiques heptanisianes del segle IX (LP)              | Kiki Morfoniu en 12 cançons. Entre ells el "Barca de pesca" d'Δ. Λαυράγκα.. |